# Microcharon ullae
Microcharon ullae is een pissebed uit de familie Lepidocharontidae. De wetenschappelijke naam van de soort is voor het eerst geldig gepubliceerd in 1981 door Pesce.